# Джон Алоїзі
Джон Алоїзі (англ. John Aloisi; нар. 5 лютого 1976, Аделаїда) — колишній австралійський футболіст, що грав на позиції флангового півзахисника та нападника.
Протягом ігрової кар'єри, яка тривала 20 сезонів, провів 459 ігор та забив 127 голів в чемпіонатах Австралії, Бельгії, Італії, Англії та Іспанії. Він став першим австралійцем, що коли-небудь грали і забивали в Ла Лізі, в Прем'єр-лізі і Серії А. Крім того Алоїзі був невід'ємною частиною збірної Австралії протягом більш ніж одного десятиліття, і представляв країну на чемпіонаті світу 2006 року, трьох кубках конфедерацій, а також Олімпійських іграх, кубку націй ОФК та кубку Азії.
По завершенні ігрової кар'єри — футбольний тренер.

## Клубна кар'єра
В юності займався за програмою Австралійського інституту спорту щодо розвитку молодих футболістів. У сезоні 1991/92 числився в складі команди «Аделаїда Сіті», яка виграла чемпіонат Австралії того сезону, провів у її складі 1 матч в чемпіонаті. Потім перебрався до Європи, де виступав наступні 15 років. Першим європейським клубом Алоїзі був льєзький «Стандард», за основну команду якого він провів лише по одній грі в Кубку Бельгії і Кубку УЄФА. Звідти він незабаром перейшов в інший клуб вищого бельгійського дивізіону — «Антверпен», де провів два сезони, регулярно виходячи на поле.
В кінці 1995 року молодого форварда придбав клуб італійської Серії A «Кремонезе». Там Алоїзі також грав регулярно і, незважаючи на малу результативність, непогано, але це не допомогло команді, в якій почалася тотальна криза, уникнути вильоту спочатку в Серію B після 17-го місця з 18 команд у сезоні 1995/96, а потім і вильоту в третій дивізіон (Серію C1/A) після того, як в сезоні 1996/97 команда зайняла останнє місце в серії B. Після вильоту «Кремонезе» із серії B Алоїзі покинув команду.
Влітку 1997 року Джона Алоїзі запросив «Портсмут», на той момент аутсайдер другого за значущістю англійського дивізіону; Алоїзі відразу став гравцем основного складу клубу і показував хорошу результативність. У сезоні 1997/98 «Портсмут» насилу врятувався від вильоту, а в сезоні 1998/99 до ігрових проблем клубу додалися фінансові, і клуб був змушений продати Алоїзі за 600 тисяч фунтів в «Ковентрі Сіті» у грудні 1998 року. Всього за «Портсмут» Алоїзі забив 25 м'ячів у 60 матчах першості. За 2,5 сезони в «Ковентрі» Алоїзі так і не зміг пробитися в основний склад, причиною тому були травми. Джон забив за «Ковентрі» 10 м'ячів у 41 матчі Прем'єр-ліги.
Після того, як «Ковентрі» вилетів з Прем'єр-ліги в сезоні 2000/01, Алоїзі пішов з команди і по вільному трансферу приєднався до іспанської «Осасуни». Відіграв чотири сезони за «Осасуну» у вищому іспанському дивізіоні, був одним з основних форвардів цієї команди, яка була середняком Ла Ліги, провів 121 матч у чемпіонаті, забив 28 м'ячів.
У 2005 році Алоїзі перейшов в «Алавес», де виступав протягом двох наступних сезонів. В сезоні 2005/06 не зміг допомогти клубу уникнути вильоту в Сегунду, але продовжив грати в команді.
У сезоні 2007/08, після відходу з «Алавеса», що став аутсайдером Сегунди, Алоїзі грав на батьківщині за «Сентрал-Кост Марінерс», виграв в його складі регулярний чемпіонат, в якому команда обійшла за додатковими показниками «Ньюкасл Юнайтед Джетс», і дійшов до фіналу плей-офф ліги, де «Джетс» взяли реванш. Провів за «Марінерс» 15 матчів у лізі, забив 7 м'ячів.
3 березня 2008 року перейшов в «Сідней». В «Сіднеї» Алоїзі провів два сезони (2008/09 і 2009/10), в першому з них його команда зайняла 5-е місце з 8 команд у регулярній першості і не вийшла в плей-офф, а в другому перемогла як у регулярній першості, так і в плей-оф. Протягом обох сезонів Алоїзі регулярно виходив на поле.
29 березня 2010 року було повідомлено про перехід Алоїзі в «Мельбурн Гарт»., новий клуб, який розпочав виступи в A-Лізі в сезоні 2010/11. Джон провів там один сезон, після чого завершив професійну ігрову кар'єру.

## Виступи за збірну
У 1992 році, у віці 16 років, викликався в збірну Австралії до 20 років, провів 6 матчів, забив 1 гол.

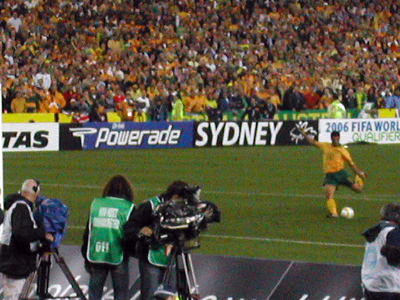
Алоїзі забиває післяматчевий пенальті, який приніс перемогу над Уругваєм та забезпечив австралійцям місце на чемпіонаті світу 2006 року.

1997 року дебютував в офіційних матчах у складі національної збірної Австралії. В кінці того ж року потрапив у заявку на Кубок конфедерацій у Саудівській Аравії, дійшовши з командою до фіналу, де збірна Бразилії розгромила австралійців 6:0 (хет-трики на рахунку Роналдо і Ромаріо). Незважаючи на цей принизливий розгром, вихід у фінал став одним з найбільших досягнень в історії австралійського футболу, а Алоїзі на тому турнірі провів 4 матчі та забив 1 гол — у ворота мексиканців.
Наступним великим турніром для Алоїзі знову став Кубок конфедерацій 2001 в Японії і Південній Кореї, де австралійці стали третіми. Алоїзі провів на полі дві гри з п'яти, в обох виходив на заміну, голів не забивав. В матчі за 3-тє місце австралійці взяли реванш у бразильців (1:0, гол забив Шон Мерфі).
У 2004 році Алоїзі виграв Кубок націй ОФК у складі збірної. У тому ж році взяв участь у футбольному турнірі Олімпіади в Афінах, провів всі чотири матчі, забив три голи, дійшов до 1/4 фіналу, де його команда поступилася іракцям 0:1.
У червні 2005 року Алоїзі з'їздив на свій третій і останній Кубок конфедерацій у Німеччині, де забив 4 голи в трьох проведених його командою матчах, що не врятувало австралійців від останнього місця в групі.
Восени 2005 року австралійці, яких до того часу очолив Гус Гіддінк, проводили стикові матчі за право взяти участь у чемпіонаті світу 2006 року проти збірної Уругваю. Обидва матчі завершилися перемогою господарів з рахунком 1:0, і по завершенні другої гри, що пройшла у Сіднеї на стадіоні «Австралія», була призначена серія пенальті. При рахунку 3:2 по пенальті на користь австралійців Алоїзі забив, а удар Марсело Салаєти парирував Марк Шварцер, таким чином австралійці виграли і здобули право зіграти на чемпіонаті світу, вперше з 1976 року.
Влітку 2006 року на «мундіалі» у Німеччині Алоїзі провів 4 матчі, забив 1 гол — у ворота японців (рахунок 3:1 на користь Австралії). Його команда вийшла з групи і у впертій боротьбі поступилася в 1/8 фіналу майбутнім чемпіонам турніру — італійцям — з рахунком 0:1, встановленим після того, як Франческо Тотті в самому кінці гри реалізував спірний пенальті.
Наступного року взяв участь у своєму останньому великому турнірі — кубку Азії 2007 року, який був дебютним і для збірної. Алоїзі забив гол у чвертьфінальному матчі проти збірної Японії, проте японці зусиллями Наохіро Такахари рахунок зрівняли, а в серії пенальті здобули верх і вибили австралійців з турніру. Цей гол став останнім для Алоїзі у футболці збірної і з 27 голами він став другим найкращим бомбардиром збірної після Даміана Морі, який забив 29 голів.
Після його повернення в Австралію, Алоїзі перестав викликатись до збірної. На початку 2008 року його пенальті проти Уругваю, який вивів збірну на чемпіонат світу 2006 року, був визнаний в Австралії одним з трьох найзначущих моментів в австралійській спортивній історії.

## Кар'єра тренера
Розпочав тренерську кар'єру відразу ж по завершенні кар'єри гравця, 2011 року, ставши тренером молодіжної команди «Мельбурн Гарт».
8 травня 2012 року Алоїзі став головним тренером «Мельбурн Гарт». У своєму першому сезоні 2012/13 як головного тренера він зайняв з командою 9 місце в А-лізі й виграв лише одну виїзну гру за весь сезон. Сезон 2013/14 став не кращим і команда в стартових десяти турах зазнала 6 поразок і лише 4 гри звела внічию. 28 грудня 2013 року Алоїзі був звільнений з посади після сімнадцяти матчів без перемог.
9 лютого 2015 року Алоїзі очолив молодіжну команду «Мельбурн Вікторі».
26 травня 2015 року очолив тренерський штаб команди «Брисбен Роар». Протягом обох перших двох сезонів у клубі Алоїзі посідав командою 3 місце у регулярній першості А-ліги та обидва рази виходив у півфінал плей-оф. В результаті у травні 2017 року Алоїзі підписав новий трирічний контракт з командою. 28 грудня 2018 року Джон Алоїзі подав у відставку з посади головного тренера після поганого початку нового сезону, коли «Роар» став останнім у регулярному чемпіонату, маючи лише 1 перемогу в 9 матчах. Тим не менш Алоїзі став найтривалішим за часом тренером в історії клубу, обійшоіши за цим показником Анге Постекоглу і провівши на чолі команди 108 ігор (41 перемога, 24 нічиї, 43 поразки).
У липні 2021 року Алоїзі був призначений головним тренером «Вестерн Юнайтед», підписавши дворічний контракт.

## Статистика виступів
| Сезон   | Команда                 | Ліга                 | Pres. | Голів |
| ------- | ----------------------- | -------------------- | ----- | ----- |
| 1991-92 | «Аделаїда Сіті»         | НФЛ                  | 1     | 0     |
| 1992-93 | «Стандард» (Льєж)       | Ліга Жупіле          | 0     | 0     |
| 1993-94 | «Антверпен»             | Ліга Жупіле          | 7     | 2     |
| 1994-95 | «Антверпен»             | Ліга Жупіле          | 16    | 3     |
| 1995-96 | «Антверпен»             | Ліга Жупіле          | 12    | 2     |
| 1995-96 | «Кремонезе»             | Серія A              | 22    | 2     |
| 1996-97 | «Кремонезе»             | Серія B              | 26    | 2     |
| 1997-98 | «Портсмут»              | Перший дивізіон (ІІ) | 38    | 12    |
| 1998-99 | «Портсмут»              | Перший дивізіон (ІІ) | 22    | 13    |
| 1998-99 | «Ковентрі Сіті»         | Прем'єр-ліга         | 16    | 5     |
| 1999-00 | «Ковентрі Сіті»         | Прем'єр-ліга         | 7     | 2     |
| 2000-01 | «Ковентрі Сіті»         | Прем'єр-ліга         | 18    | 3     |
| 2001-02 | «Осасуна»               | Ла Ліга              | 29    | 9     |
| 2002-03 | «Осасуна»               | Ла Ліга              | 32    | 8     |
| 2003-04 | «Осасуна»               | Ла Ліга              | 33    | 6     |
| 2004-05 | «Осасуна»               | Ла Ліга              | 26    | 6     |
| 2005-06 | «Алавес»                | Ла Ліга              | 33    | 10    |
| 2006-07 | «Алавес»                | Сегунда Дивізіон     | 22    | 6     |
| 2007-08 | «Сентрал-Кост Марінерс» | А-Ліга               | 15    | 7     |
| 2008-09 | «Сідней»                | А-Ліга               | 15    | 2     |
| 2009-10 | «Сідней»                | А-Ліга               | 18    | 6     |
| 2010-11 | «Мельбурн Гарт»         | А-Ліга               | 20    | 8     |

| Збірна Австралії | Збірна Австралії | Збірна Австралії |
| Роки             | Ігри             | Голи             |
| ---------------- | ---------------- | ---------------- |
| 1997             | 11               | 7                |
| 1998             | 1                | 0                |
| 1999             | 0                | 0                |
| 2000             | 2                | 1                |
| 2001             | 10               | 7                |
| 2002             | 0                | 0                |
| 2003             | 2                | 0                |
| 2004             | 5                | 2                |
| 2005             | 8                | 5                |
| 2006             | 10               | 4                |
| 2007             | 5                | 1                |
| 2008             | 1                | 0                |
| Загалом          | 55               | 27               |

## Титули і досягнення
- Володар Кубка Бельгії (1):

«Стандард» (Льєж): 1992/93
- Чемпіон Австралії (1):

«Сідней»: 2009–10
- Переможець Кубка націй ОФК (1):

Австралія: 2004

### Індивідуальні
- Рекордсмен збірної Австралії за кількістю голів на Кубках конфедерацій: 5 голів
- Бронзовий бутс Кубка конфедерацій: 2005